# Liste der Herrscher Kroatiens

## Fürsten

### Fürsten vonPannonisch-Kroatien(8.–9. Jahrhundert)
| Name     | Herrschaft | Anmerkungen                                                              |
| -------- | ---------- | ------------------------------------------------------------------------ |
| Vojnomir | 791–um 810 | 791 zum Fränkischen Reich, zwischen 796 und 799 zum Byzantinischen Reich |
| Ljudevit | um 810–823 | 812 zum Byzantinischen Reich                                             |
| Ratimir  | 829–838    | 835 Eroberungsversuch des Herzogs von Bayern                             |
| Braslav  | 880–um 896 |                                                                          |

### Fürsten vonDalmatinisch-Kroatien(7.–10. Jahrhundert)
| Name                           | Herrschaft             | Anmerkungen                                                                       |
| ------------------------------ | ---------------------- | --------------------------------------------------------------------------------- |
| Višeslav                       | um 800–um 810          | nicht bei Džino 2010                                                              |
| Borna                          | um 810–821             | Onkel von Ljudevit, ab 820 dux Dalmatiae in Nin, Vasall der Franken               |
| Vladislav                      | 821–828?               | nicht bei Fine 1991 (s. Literatur)                                                |
| Mislav/Mojslav                 | 829?–842?              | nicht bei Fine 1991 (s. Literatur)                                                |
| Trpimir I.                     | 842?–864? oder 845–864 | Trpimirović-Dynastie, ab 852 dux Chroatorum, erste Erwähnung der Kroaten          |
| (Krešimir?)                    | (850–860)              | nach Mužić 2007; als fraglich bei Džino 2010; nicht bei Fine 1991 (s. Literatur)  |
| (Miroslav?)                    | (860–864)              | nach Mužić 2007; als fraglich bei Džino 2010; nicht bei Fine 1991 (s. Literatur)  |
| Zdeslav                        | 864                    | nicht bei Džino 2010 (s. Literatur)                                               |
| Domagoj                        | 864–876 oder 864–878   | Haus Domagojević, Seeräuberei der Venetianer (Lateinisch: pessimus Sclavorum dux) |
| Sohn des Domagoj (Ilko/Iljko?) | 876 oder 878           | Haus Domagojević                                                                  |
| Zdeslav                        | 876–879 oder 878–879   | erneut                                                                            |
| Branimir                       | 879–892                | Haus Domagojević, dux Croatorum                                                   |
| Mutimir                        | um 892–910?            | Trpimirović-Dynastie, Bruder von Zdeslav                                          |
| Tomislav                       | 910?–925               | Trpimirović-Dynastie                                                              |

## Könige

### Könige von Kroatien (10. bis 11. Jahrhundert)
| Name                                                             | Herrschaft          | Anmerkungen |
| ---------------------------------------------------------------- | ------------------- | --- |
| Tomislav I. († 11. März 928)                                     | um 910–928          | 925 als rex croatorum bezeichnet. Nach seinem Tode schwächen Bürgerkriege den Staat. |
| Trpimir II.                                                      | 928–935             | Jüngerer Bruder von Tomislav I. |
| Krešimir I. der Ältere                                           | 935–945             | Sohn von Trpimir II. |
| Miroslav I.                                                      | 945–949             | Sohn von Krešimir I. |
| Mihajlo Krešimir II.                                             | 949–969             | Jüngerer Bruder von Miroslav |
| Stjepan Držislav († 997)                                         | 969–997             | Sohn von Mihajlo Krešimir II., König um 988 |
| Königin Jelena von Zadar                                         | 969–8. November 975 | Frau von Mihaljo Kresimir II. |
| Svetoslav Suronja                                                | 997–1000            | Sohn von Stjepan Držislav |
| Krešimir III.                                                    | 997–1030            | Jüngerer Bruder von Svetoslav Suronja |
| Gojslav                                                          | 997–1020            | Jüngerer Bruder von Svetoslav Suronja |
| Byzantinischer Kaiser Basileios II. (* 958; † 15. Dezember 1025) | 1019–1025           | Kroatien unter der Herrschaft des byzantinischen Kaisers |
| Stjepan I.                                                       | 1030–1058           | Sohn von Krešimir III. |
| Peter Krešimir IV.                                               | 1058–1074           | Sohn von Stjepan I. |
| Dmitar Zvonimir († 20. April 1089)                               | 1075–1089           | Cousin von Petar Krešimir IV.; verheiratet mit Helena, der Tochter Königs Béla I. von Ungarn; nach seinem Tode beginnen Thronstreitigkeiten; eine Gruppierung um Zvonimirs Witwe Helena ruft ihren Bruder, Ladislaus I. († 20. Juni 1095), seit 1077 König von Ungarn, ins Land, der die kroatische Königswürde für die Árpáden beansprucht |
| Stjepan II.                                                      | 1089–Dezember 1090  | letzter Herrscher aus der Dynastie der Trpimirovići; Sohn von Častimir, welcher der jüngere Bruder von Petar Krešimir IV. war |
| Álmos (* ca. 1074/1075; † 1127/1129)                             | 1091–1093/1095      | Neffe von Ladislaus I. von Ungarn; wurde von diesem nach einem erfolgreichen Feldzug nach Kroatien im Jahre 1091 dort als Herrscher eingesetzt |
| Petar Svačić († 1097)                                            | 1093–1097           | kämpfte gegen die ungarischen Könige um die Herrschaft über Kroatien |

### Könige von Kroatien zur Zeit des Staatsverbandes mit Ungarn (1102–1526)

#### Árpáden
| Name                                             | Herrschaft | Anmerkungen |
| ------------------------------------------------ | ---------- | --- |
| Koloman von Ungarn (* um 1070; † 1116)           | 1102–1116  | seit 1095/1096 König von Ungarn; schlug 1097 in der Schlacht am Berg Gvozd (möglicherweise die heutige Petrova Gora) eine Armee kroatischer Adeliger, die Petar Svačić unterstützten; vermutlich 1102 zum König von Dalmatien und Kroatien gekrönt |
| Stephan III. (* um 1101; † 3. April 1131)        | 1116–1131  | |
| Bela II. (* um 1110; † 13. Februar 1141)         | 1131–1141  | |
| Géza II. (* 1130; † 1162)                        | 1141–1162  | |
| Stephan V. (* 1147; † 4. März 1172)              | 1162–1172  | |
| Bela III. (* um 1148; † 24. April 1196)          | 1172–1196  | |
| Emmerich (* 1174; † 1204)                        | 1196–1204  | |
| Ladislaus III. (* 1199 oder 1201; † 7. Mai 1205) | 1204–1205  | |
| Andreas I. (* um 1177; † 1235)                   | 1205–1235  | |
| Bela IV. (* November 1206; † 3. Mai 1270)        | 1235–1270  | |
| Stephan VI. (* 1239; † 6. August 1272)           | 1270–1272  | |
| Ladislaus IV. (* 1262; † 10. Juli 1290)          | 1272–1290  | |
| Andreas II. (* um 1265; † 14. Januar 1301)       | 1290–1301  | |

#### Anjou
| Name                                             | Herrschaft | Anmerkungen |
| ------------------------------------------------ | ---------- | ----------- |
| Karl I. (* 1288; † 16. Juli 1342)                | 1301–1342  |             |
| Ludwig I. (* 5. März 1326; † 10. September 1382) | 1342–1382  |             |
| Maria (* 1371; † 17. Mai 1395)                   | 1382–1385  |             |
| Karl II. (* 1345; † 24. Februar 1386)            | 1385–1386  |             |

#### Verschiedene Dynastien
| Name                                                            | Herrschaft | Anmerkungen                                                     |
| --------------------------------------------------------------- | ---------- | --------------------------------------------------------------- |
| Sigismund (* 15. Februar 1368; † 9. Dezember 1437)              | 1387–1437  | Luxemburger (Gatte von Maria v. Anjou)                          |
| Albrecht (* 16. August 1397; † 27. Oktober 1439)                | 1437–1439  | Habsburger (Schwiegersohn von Sigismund)                        |
| Elisabeth (* 28. Februar 1409; † 19. Dezember 1442)             | 1439–1440  | Luxemburger (von Geburt), Habsburger (als Witwe des Vorherigen) |
| Vladislav I. (* 31. Oktober 1424; † 10. November 1444)          | 1440–1444  | Jagiellone (König von Polen; vom ungarischen Adel gewählt)      |
| Ladislaus V. Postumus (* 22. Februar 1440; † 23. November 1457) | 1444–1457  | Habsburger (Sohn von Albrecht und Elisabeth)                    |
| Matthias Corvinus (* 23. Februar 1443; † 6. April 1490)         | 1458–1490  | (vom ungarischen Adel gewählt)                                  |
| Vladislav II. (* 1. März 1456; † 13. März 1516)                 | 1490–1516  | Jagiellone (König von Böhmen; vom ungarischen Adel gewählt)     |
| Ludwig II. (* 1. Juli 1506; † 29. August 1526)                  | 1516–1526  | Jagiellone (Sohn von Vladislav II.)                             |
| Johann Zápolya (* 1487; † 22. Juli 1540)                        | 1527–1540  | (vom slawonischen Adel gewählt)                                 |

### Könige von Kroatien zur Zeit des Staatsverbandes mit Ungarn und den österreichischen Ländern (1527–1918)

#### Habsburger
| Name                                                 | Herrschaft             | Anmerkungen         |
| ---------------------------------------------------- | ---------------------- | ------------------- |
| Ferdinand I. (* 10. März 1503; † 25. Juli 1564)      | 1527–8. September 1563 |                     |
| Maximilian (* 31. Juli 1527; † 12. Oktober 1576)     | 8. September 1563–1576 | Krönung zu Preßburg |
| Rudolf (* 18. Juli 1552; † 20. Januar 1612)          | 1576–1608              |                     |
| Matthias II. (* 24. Februar 1557; † 20. März 1619)   | 1608–1619              |                     |
| Ferdinand II. (* 9. Juli 1578; † 15. Februar 1637)   | 1619–1637              |                     |
| Ferdinand III. (* 13. Juli 1608; † 2. April 1657)    | 1637–1657              |                     |
| Leopold I. (* 9. Juni 1640; † 5. Mai 1705)           | 1657–1705              |                     |
| Joseph I. (* 26. Juli 1678; † 17. April 1711)        | 1705–1711              |                     |
| Karl III. (* 1. Oktober 1685; † 20. Oktober 1740)    | 1711–1740              |                     |
| Maria Theresia (* 13. Mai 1717; † 29. November 1780) | 1740–1780              |                     |

#### Habsburg-Lothringen
| Name                                                     | Herrschaft | Anmerkungen |
| -------------------------------------------------------- | ---------- | ----------- |
| Joseph II. (* 13. März 1741; † 20. Februar 1790)         | 1780–1790  |             |
| Leopold II. (* 5. Mai 1747; † 1. März 1792)              | 1790–1792  |             |
| Franz I. (* 12. Februar 1768; † 2. März 1835)            | 1792–1835  |             |
| Ferdinand V. (* 19. April 1793; † 29. Juni 1875)         | 1835–1848  |             |
| Franz Joseph I. (* 18. August 1830; † 21. November 1916) | 1848–1916  |             |
| Karl IV. (* 17. August 1887; † 1. April 1922)            | 1916–1918  |             |

### Zwischenkriegszeit (1918–1941)
Nach einer kurzen Periode der Selbstherrschaft wurde Kroatien Teil des Königreichs der Serben, Kroaten und Slowenen.
1929 wurde dieser Staat in Königreich Jugoslawien umbenannt.

### Titularkönigvon Kroatien zur Zeit desUnabhängigen Staats Kroatien(1941–1945)
Nach dem Balkanfeldzug deutscher und italienischer Truppen auf Jugoslawien im April 1941 wurde der Unabhängige Staat Kroatien ausgerufen, der ein formell unabhängiges Staatsgebilde darstellte, das aber von den Achsenmächten abhängig war.
- 1941–1943 Tomislav II. (designierter König)